# تقنية أم أو أس 65xx

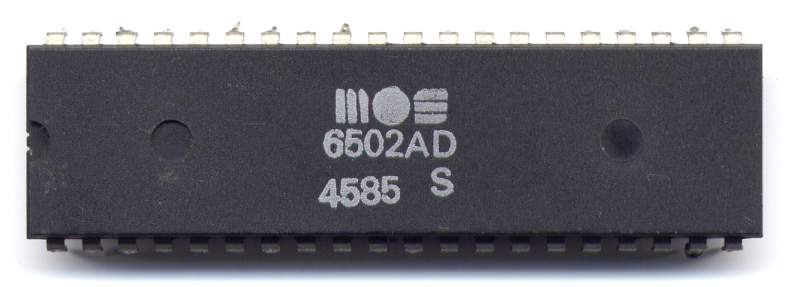

تقنية أم أو أس 65xx بالإنجليزية (MOS Technology 65xx) هي عائلة مكونة من معالجات 8-بت من تقنية أم أو أس، مبنية على أساس موتورولا 6800 ( ظهر في كاليفورنيا عام 1975). أكثر عائلة 65xx شملت المعالج موس تكنولوجي 6502، واستخدمت في الحواسيب المنزلية مثل كومودور بي إي تي (Commodore PET)، في أي سي-20 (VIC-20)، أبل II و أتاري 800 (Atari 800).
كومودور 64 (Commodore 64) من أشهر حاسبات المعالج موس تكنولوجي 6502، أستخدم وحدة معالجة مركزية 6502  معدلة، وسمي 6510. البي بي سي مايكرو (BBC Micro) كان أحد الحاسبات البريطانية التي أستخدمت المعالج موس تكنولوجي 6502  والذي صنع من قبل شركة أكورن المحدودة (Acorn, Ltd)